# Třítónové neumy
Třítónové neumy – tristrophy jsou neumy, které se sládají ze tří jednotónových neum, příp. z jedné jednotónové neumy a jedné dvoutónové neumy gregoriánského chorálu. 
Tyto skupinové neumy jsou složené z několika tónů stejné nebo rozdílné výšky, a představují druh skupinových neum. Při kombinaci více skupinových neum hovoříme o víceskupinových neumách.
Ze třítónových neum nemá pouze salicus v souzvuku, v němž následují dva tóny o stejné tónové výšce některého z vyšších tónů, žádný vlastní název.

## Notace
Nejdůležitější jednotónové neumy jsou uvedeny v následující tabulce v abecedním pořadí. Z důvodu proměnlivosti tvoří intervaly se zřetelem na tónovu výšku jednotlivých tónů kvadrátní notace pouze příklady:
| Označení           | Kvadrátní notace | Notace svatohavelská / Einsiedeln |
| ------------------ | ---------------- | --------------------------------- |
| Climacus           |                  |                                   |
| Salicus v souzvuku |                  |                                   |
| Porrectus          |                  |                                   |
| Pressus            |                  |                                   |
| Salicus            |                  |                                   |
| Scandicus          |                  |                                   |
| Torculus           |                  |                                   |
| Trigon             |                  |                                   |
| Tristropha         |                  |                                   |
| Trivirga           |                  |                                   |